# Kernittero
Con encefalopatia bilirubinica, detta anche kernittero o kernitterus o kernicterus, si indica un ittero neonatale patologico con deposito di bilirubina libera nel tessuto cerebrale.  Più precisamente si determina un'infiltrazione di bilirubina in parti del cervello del neonato, specialmente a livello dei nuclei della base e dell'ippocampo. Le persone affette da questa encefalopatia sono soprattutto infanti.
Questa penetrazione avviene attraverso la barriera emato-encefalica, che nel feto e nel neonato è maggiormente permeabile.
Durante la vita intrauterina l'elevata bilirubina prodotta viene invece trasferita alla madre attraverso la placenta ed escreta dal fegato materno.

## Eziologia e patogenesi
Il kernittero è causato quasi sempre dalla presenza di una qualche malattia emolitica del neonato, come ad esempio nel caso di incompatibilità di gruppo sanguigno materno-fetale, che può verificarsi in presenza di feto Rh positivo e madre Rh negativa, e che può portare a eritroblastosi fetale. Il possibile contatto tra il sangue materno e quello del bambino, spesso presente al momento del parto, causa la produzione da parte della madre di anticorpi di classe IgG contro gli antigeni RhD del feto, espressi sulla superficie degli eritrociti. Tali anticorpi possono attraversare la placenta e causare emolisi immunomediata degli eritrociti del neonato. L'aumentata distruzione causa un aumento della produzione di bilirubina non-coniugata, e l'incapacità da parte del fegato fetale immaturo di coniugare tale bilirubina, porta a iperbilirubinemia non-coniugata. Lo sviluppo del kernittero è direttamente correlato ai livelli di bilirubina, ed è più raro nei neonati a termine, mentre è più frequente nei neonati prematuri. Essendo la bilirubina non-coniugata liposolubile, essa si accumula nell'encefalo, soprattutto a livello dei nuclei della base, dei nuclei pontini e del nucleo dentato cerebellare, dove si ritiene interferisca con la funzione mitocondriale, portando all'encefalopatia bilirubinica. 
Nei neonati il Kernittero può essere dovuto anche alla somministrazione di ceftriaxone, che si lega all'albumina, proteina plasmatica che ha tra le sue funzioni anche il trasporto della bilirubina al fegato.

## Diagnosi
Se i valori sierici della bilirubina nell'individuo sono maggiori di 20 mg/dl si può assistere al kernittero.

## Sintomatologia
Elementi caratteristici sono ittero grave, epatosplenomegalia e danni cerebrali, come paralisi cerebrale coreoatetosica, disabilità intellettiva, letargia, ipotonia (es.: paresi dello sguardo) e spasmi.

## Cause di morte
Il kernittero si rivela spesso fatale per i neonati affetti, e il decorso comporta ipertonia, letargia, apnea, convulsioni. La maggioranza dei neonati che sopravvivono sviluppa danni permanenti quali coreoatetosi, ritardo mentale, paralisi cerebrale, displasia dentale, perdita dell'udito.

## Prevenzione
Per prevenire questa malattia si ricorre alla fototerapia con luce blu (gli ultravioletti degradano la bilirubina tossica non-coniugata in derivati idrosolubili, che possono essere escreti con le urine) e nei casi più gravi all'exsanguinotrasfusione. L'incidenza dell'eritroblastosi fetale, e di conseguenza del kernittero, è diminuita in seguito all'introduzione della somministrazione di immunoglobuline umane anti-RhD alla madre entro 72 ore dal parto.